# Christa Biermann
Christa Biermann (geboren 5. August 1937; gestorben 18. März 2022) war eine deutsche Juristin, Richterin und Gerichtspräsidentin.
Am 22. Mai 1967 trat Christa Biermann als Assessorin in die niedersächsische Justiz ein. Am 11. April 1979 wurde Christa Biermann zur Vorsitzende Richterin am Landgericht Stade ernannt, am 5. Juni 1991 zu dessen Vizepräsidentin. Ihr Amt als Präsidentin des Landgerichts Stade trat sie am  26. März 1993 an. Am 31. August 2002 ging sie in den Ruhestand. 1993 wurde die Juristin zum Mitglied des Niedersächsischen Staatsgerichtshofs gewählt. Am 20. Juni 2000 wurde Christa Biermann vom Wahlvorbereitungsausschuss des niedersächsischen Landtags erneut für dieses Amt vorgeschlagen. Sie wurde für die Amtsperiode vom 22. Juni 2000 bis zum 21. Juni 2007 gewählt.